# Asyncorynidae
Asyncorynidae is een familie van neteldieren uit de klasse van de Hydrozoa (hydroïdpoliepen). 

## Geslacht
- Asyncoryne Warren, 1908